# Ariadne merione
Ariadne merione är en fjärilsart som beskrevs av Pieter Cramer 1779. Ariadne merione ingår i släktet Ariadne och familjen praktfjärilar. Inga underarter finns listade i Catalogue of Life.

## Bildgalleri

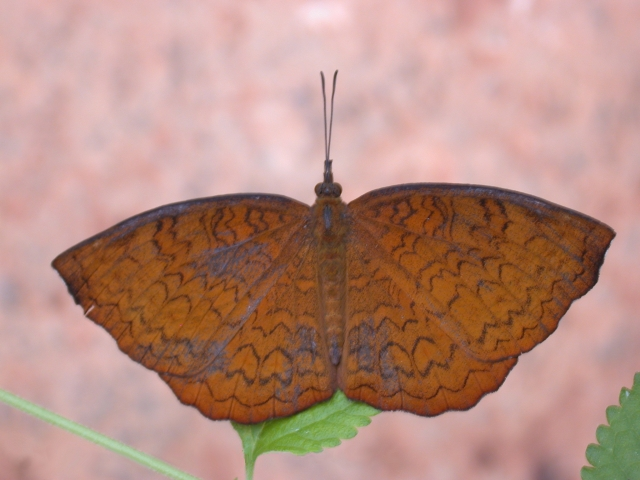
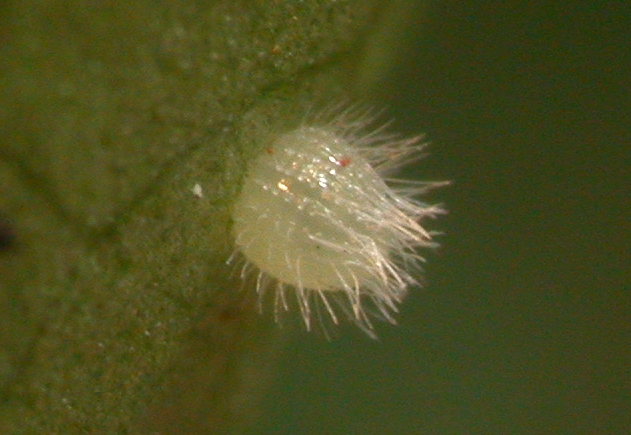
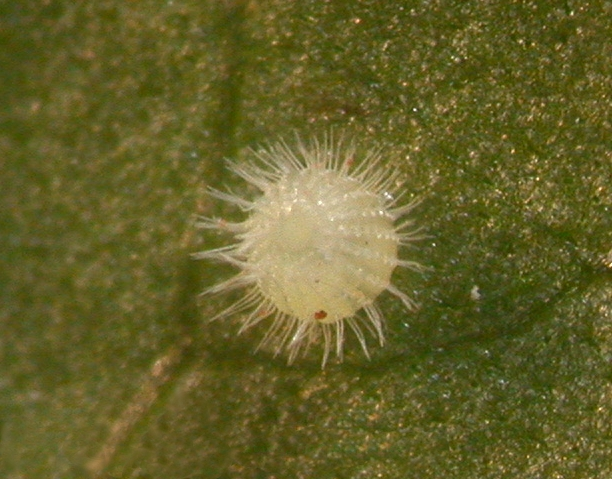
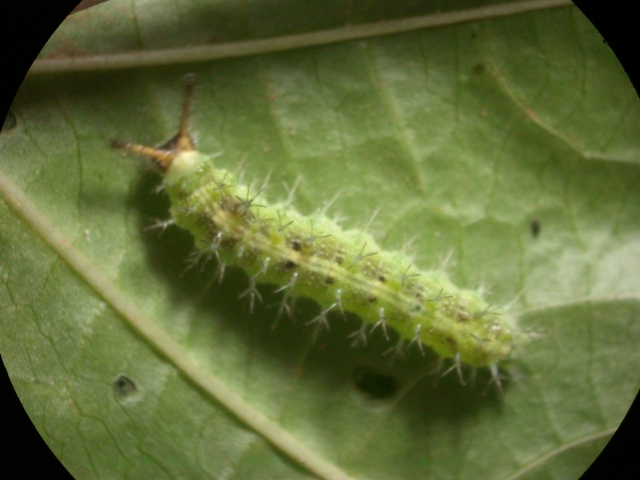
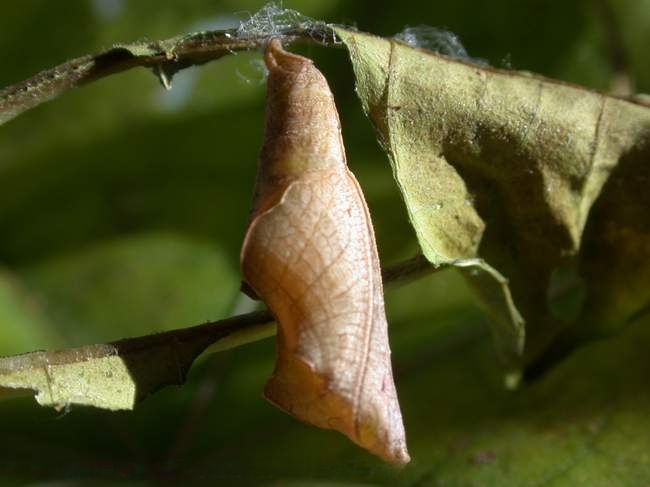
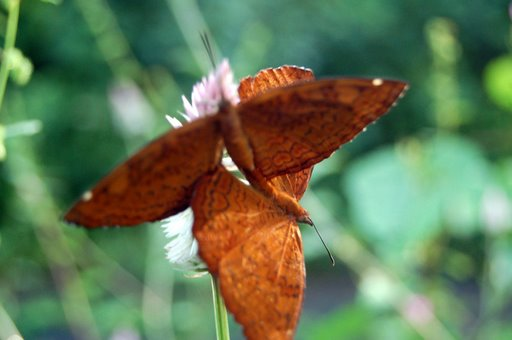